# Hagaparkens utsiktstorn

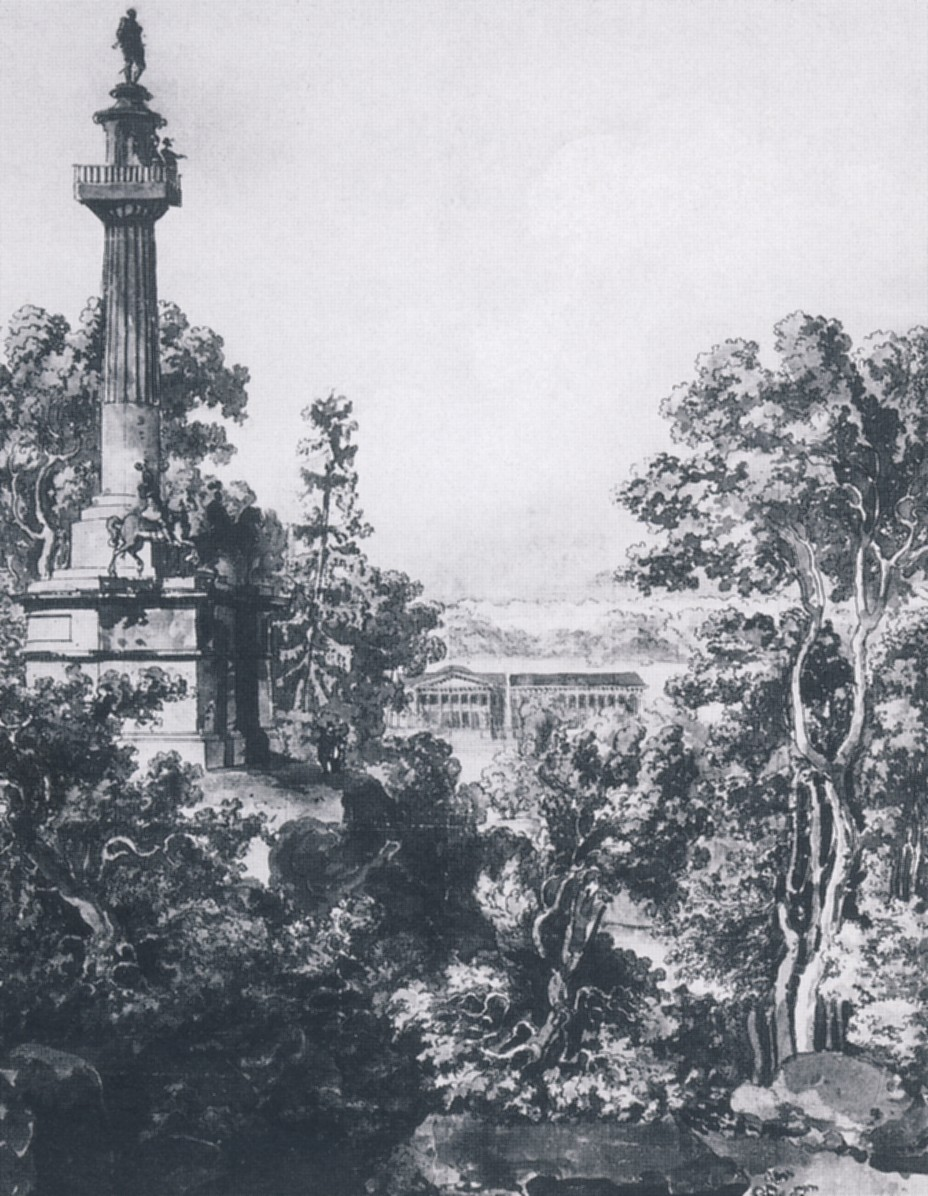
Desprez' observatorium 1790-tal, i bakgrunden syns förslaget till Stora Haga slott.

Hagaparkens utsiktstorn var en planerad byggnad i Hagaparken i Solna kommun. Förslag till utsiktstorn ritades av både Fredrik Magnus Piper och Louis Jean Desprez. Byggnaden blev aldrig påbörjad.

## Pipers utsiktspyramid

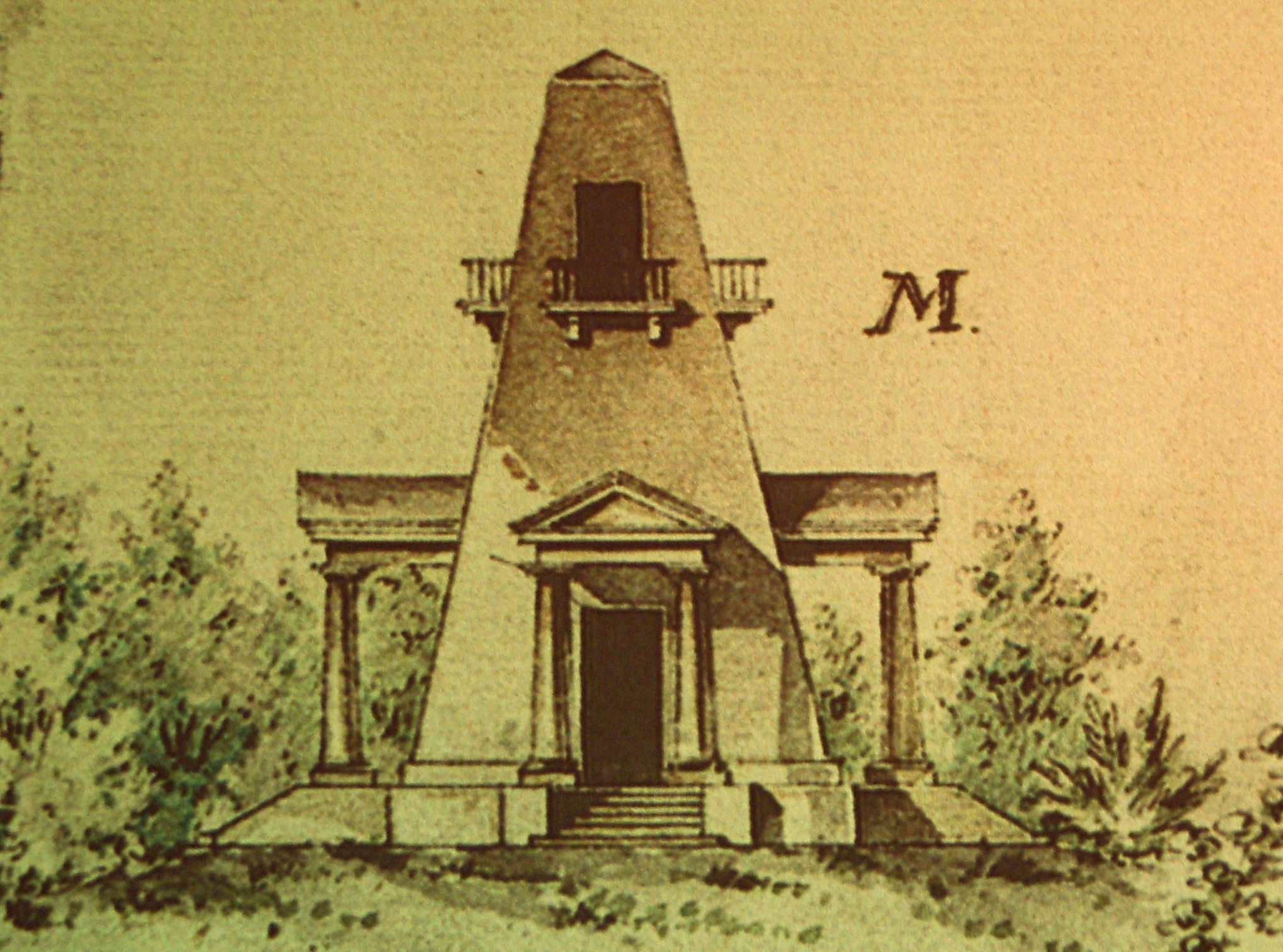
Pipers utsiktspyramid 1781

År 1781 presenterade Fredrik Magnus Piper sin General-Plan af Gamla och nya Haga Lustpark för en engelsk park vid Haga. Planen illustrerade inte bara hur parken skulle anläggas utan den redovisade även befintliga och planerade byggnader. En viktig roll för placeringen av nya byggnader spelade så kallade syftlinjer eller siktaxlar samt vackra vyer. 
Under litt. "M" i planens beskrivning ritade och beskrev Piper ett utsiktstorn liknande en smal pyramid som skulle uppföras på höjden mellan Haga södra grindar och Finnstugorna. Enligt Pipers beskrivning skulle det bli en: Piramid med upgång till en Belvedere, hwarifrån ses hela Haga, Djurgården, Staden och Kålbotten.
Utsiktspyramiden hade fyra tempelliknande ingångar och fyra utsiktsbalkonger, som han kallade Belvedere (från italienska "bel vedere": vacker utsikt) en i varje väderstreck. Därifrån kunde man se hela Haga och ända till Staden och Djurgården.

## Desprez' observatorium
Några år efter Piper visade Louis Jean Desprez, som numera var Gustav III:s favoritarkitekt på Haga, hur han hade tänkt sig utsiktstornet, eller "observatorium" som tornet nu kallades. Byggnaden skulle ligga på det så kallade Grottberget och utformades som en hög kolonn i dorisk ordning med en skulptur föreställande Gustav Vasa på toppen. Sockeln var smyckad med vackra häststatyer. Via en invändig spiraltrappa nådde man en utsiktsbalkong. Tanken var att man på dagen kunde skåda över parken och på natten observera stjärnhimlen. Inte heller det monumentet kom till utförande.